# Bon Jovi (album)
Albums de Bon Jovi
7800° Fahrenheit
(1985)
Singles
1. Runaway
Sortie : Février 1984
2. She Don't Know Me
Sortie : 22 mai 1984
3. Burning for Love
Sortie : 17 octobre 1984

Bon Jovi est le premier album studio du groupe américain Bon Jovi sorti en 1984.

## Titres
| No | Titre                  | Auteur                                        | Durée |
| -- | ---------------------- | --------------------------------------------- | ----- |
| 1. | Runaway                | Jon Bon Jovi, Georges Karak                   | 3:50  |
| 2. | Roulette               | Jon Bon Jovi, Richie Sambora                  | 4:41  |
| 3. | She Don't Know Me      | Mark Avsec                                    | 4:02  |
| 4. | Shot Through the Heart | Jon Bon Jovi, Jack Ponti                      | 4:26  |
| 5. | Love Lies              | Jon Bon Jovi, David Bryan                     | 4:09  |
| 6. | Breakout               | Jon Bon Jovi, David Bryan                     | 5:23  |
| 7. | Burning for Love       | Jon Bon Jovi, Richie Sambora                  | 3:53  |
| 8. | Come Back              | Jon Bon Jovi, Richie Sambora, Tony Villanueva | 3:58  |
| 9. | Get Ready              | Jon Bon Jovi, Richie Sambora                  | 4:08  |

## Formation
- Jon Bon Jovi: chants & guitare
- Richie Sambora: guitare solo & chœurs
- David Bryan: claviers
- Alec John Such: basse
- Tico Torres: batterie
- Public : Public

### Autres musiciens
- Aldo Nova - guitare
- Tim Pierce - guitare
- Hugh McDonald - basse
- Frankie La Rocka - batterie
- Roy Bittan - claviers
- David Grahmme - chœurs
- Mick Seeley - chœurs

## Autour de l'album
- Le groupe souhaitait que le disque porte le nom de Tough Talk, mais la maison de disques s'y est opposée, trouvant que l'idée d'un album éponyme au nom du groupe serait plus sage.
- C'est l'album le plus court du groupe, avec uniquement neuf chansons pour un peu moins de 40 minutes (38 min 29 s).
- Deux singles sont sortis de manière internationale : Runaway et She Don't Know Me (respectivement #39 et #48 du Billboard Hot 100 aux États-Unis). Un troisième extrait, Burning For Love, n'a été disponible qu'au Japon.
- De nombreux titres furent laissés de côté et apparurent au fil des ans sur des bootlegs ou bien sur le web : Heartbreak Eyes, American Dream, Tonight ou bien Promises. Il existe même un enregistrement du Summertime Blues d'Eddie Cochran.
- Sur la tournée The Circle, Le groupe a rejoué Roulette, ce qu'il n'avait pas fait depuis 25 ans!